# Lochindorb (Schottland)
Der Lochindorb (schottisch-gälisch Loch nan Doirb) ist ein Süßwassersee nördlich von Grantown-on-Spey in der schottischen Council Area Highland. Am See liegen die Ruinen des Lochindorb Castle, dem ehemaligen Familiensitz der Comyns.
Der See ist vor allem bei Anglern und Vogelbeobachtern sehr beliebt, da dort viele Prachttaucher und Graugänse nisten. An seinem südöstlichen Ende liegt ein Nadelwald.